# ديلنيا أذينية
ديلنيا أذينية (الاسم العلمي:Dillenia auriculata) هي نوع من النباتات يتبع جنس الديلنيا من الفصيلة الديلنية.